# Zoerab Mentesjasjvili
Zoerab Mentesjasjvili (Georgisch: ზურაბ მენთეშაშვილი) (Roestavi, 30 januari 1980) is een voormalig voetballer uit Georgië, die na zijn laatste contract bij Lokomotivi Tbilisi in 2017 zijn profloopbaan beëindigde. Hij speelde als centrale middenvelder.

## Interlandcarrière
Mentesjasjvili speelde sinds 2000 veertig officiële interlands (één doelpunt) voor het Georgisch voetbalelftal. Hij maakte zijn debuut voor de nationale ploeg op 2 februari 2000 in het oefenduel tegen Slowakije (U-23), dat met 2-0 werd gewonnen. Hij viel in dat duel na 55 minuten in voor Zaza Dzjanasjia.

### Interlandgoals
| Interlanddoelpunten | Interlanddoelpunten | Interlanddoelpunten | Interlanddoelpunten | Interlanddoelpunten | Interlanddoelpunten | Interlanddoelpunten |
| #                   | Datum               | Locatie             | Tegenstander        | Goal(s)             | Uitslag             | Wedstrijd           |
| ------------------- | ------------------- | ------------------- | ------------------- | ------------------- | ------------------- | ------------------- |
| 1                   | 06/02/2000          | Limasol, Cyprus     | Armenië             | 55'                 | 2–1                 | Oefeninterland      |

## Erelijst
Skonto Riga
- Lets landskampioen

2000, 2001, 2002, 2003, 2004